# Qiaochuan
Qiaochuan är en socken i nordvästra Kina. Den ligger i Huachi härad i Qingyang i provinsen Gansu,  omkring 360 kilometer öster om provinshuvudstaden Lanzhou. Antalet invånare är 5 539. Befolkningen består av 2 607 kvinnor och 2 932 män. Barn under 15 år utgör 14,0 %, vuxna 15-64 år 75 %, och äldre över 65 år 9,0 %.